# Multipulchroppia graeca
Multipulchroppia graeca är en kvalsterart som först beskrevs av Sandór Mahunka 1977.  Multipulchroppia graeca ingår i släktet Multipulchroppia och familjen Oppiidae. Inga underarter finns listade i Catalogue of Life.